# Tăng Duy Tân
Nguyễn Tăng Duy Tân (sinh ngày 15 tháng 8 năm 1995), thường được biết đến với nghệ danh Tăng Duy Tân, là một ca sĩ, nhạc sĩ kiêm nhà sản xuất âm nhạc người Việt Nam, từng giành được 1 giải Cống hiến. Anh sinh ra và lớn lên tại huyện Hải Lăng, tỉnh Quảng Trị. Anh là cháu họ của cố nhạc sĩ, Bộ trưởng Bộ Văn hóa - Thông tin Trần Hoàn và là em họ của nam ca sĩ Tùng Dương. Ngoài ra, hiện anh còn là giám đốc sản xuất âm nhạc cho công ty giải trí Big Arts Entertainment.
Anh đã được biết đến nhiều nhất với 4 ca khúc là "Dạ vũ", "Hết duyên", "Bên trên tầng lầu" và "Cắt đôi nỗi sầu". Trong đó, ca khúc "Bên trên tầng lầu" đã mang lại sự nghiệp của anh nhiều nhất khi đạt vị trí quán quân BXH Top Vietnamese Songs, Hot 100 Billboard Việt Nam và 2 chiến thắng cùng 1 đề cử tại Giải thưởng Làn Sóng Xanh 2022. Ngoài rất nhiều giải thưởng lớn trong nước, Tăng Duy Tân còn là một trong những nghệ sĩ có nhiều sản phẩm âm nhạc vuơn tầm thế giới. Anh xuất sắc trở thành một trong mười nghệ sĩ có bài hát nổi bất nhất năm tại QQ Music - Trung Quốc, đáng chú ý 2 bài hát "Ngây Thơ" và "Dạ Vũ" đứng đầu nhiều BXH âm nhạc toàn Trung Quốc.

## Cuộc đời
Gia đình của Duy Tân được cho là có truyền thống về nghệ thuật sâu sắc khi ông trẻ của anh là nhạc sĩ, Bộ trưởng Bộ Văn hóa - Thông tin Trần Hoàn và anh họ của anh là nam ca sĩ Tùng Dương. Nam ca sĩ từng theo học và tốt nghiệp ngành Đông phương học tại Trường Đại học Khoa học, Đại học Huế. Có một thời gian anh là hướng dẫn viên du lịch trước khi hoạt động theo con đường nghệ thuật của gia đình.
Hiện anh là giám đốc điều hành, phụ trách sản xuất âm nhạc cho công ty giải trí Big Arts Entertainment.

## Sự nghiệp
Vào năm 2018, Tăng Duy Tân cùng NIT ra mắt ca khúc có tên Hết duyên. Tuy nhiên, ca khúc này không mang lại nhiều đóng góp cho sự nghiệp của anh.
Đến tháng 2 năm 2020, nam ca sĩ đã cho ra mắt ca khúc mang tên "Tình đầu", đến nay đạt 55,9 triệu lượt xem trên TikTok và 41 triệu lượt trên YouTube. Nam ca sĩ chia sẻ, đây là một ca khúc đặc biệt trong sự nghiệp của anh khi công ty gặp khó khăn về tài chính và không thể đi tiếp nếu ca khúc này không nhận được sự đón nhận của khán giả. Cùng năm đó, anh tiếp tục ra mắt ca khúc mới có tên "Ngây thơ" và đạt 60 triệu lượt xem trên YouTube với 3 phiên bản. Đồng thời, ca khúc cũng từng đầu bảng xếp hạng Shazam toàn cầu. Nam ca sĩ sau đó cũng đã phát hành ca khúc bản tiếng Trung và đạt tổng 10 tỷ lượt xem trên Douyin.
Trong giai đoạn giãn cách vì dịch COVID-19, nam ca sĩ đã tranh thủ thời gian đó để viết ca khúc mới và phát hành "Bên trên tầng lầu" vào tháng 8 năm 2021. Ca khúc ngay sau đó đã trở nên nổi tiếng trên khắp mạng xã hội từ YouTube đến TikTok. Thậm chí, ca khúc của anh còn được cộng đồng mạng Trung Quốc gọi là "thần khúc của Việt Nam". Ca khúc này cũng đã giúp anh có màn thăng hạng mạnh và trở thành quán quân trên Bảng xếp hạng Top Vietnamese Songs và Hot 100 Billboard Việt Nam. Tại đêm trao giải Làn Sóng Xanh 2022, ca khúc cũng đã chiến thắng 2 hạng mục "Top 10 ca khúc được yêu thích nhất" và "Bài hát hiện tượng". Ngoài ra, anh còn nhận giải "Gương mặt mới xuất sắc"  tại giải thưởng Ngôi sao của năm sau khi thất bại trước gương mặt mới nổi khác là Mono. Anh ra mắt ca khúc Cắt đôi nổi sầu
Năm 2023, anh tham gia trình diễn tại các show âm nhạc lớn như CHUNG KẾT Thần tượng âm nhạc Việt Nam (mùa 8) , TikTok Awards Việt Nam 2023, Ca sĩ mặt nạ (mùa 2) ALLSTAR CONCERT 16/12/2023

## Danh sách đĩa nhạc

#### Album phòng thu
- Khu vườn tình (2024)

### Đĩa đơn
| Năm  | Tên ca khúc                        | Sáng tác                      | Trình bày                     | Ghi chú                                       |
| ---- | ---------------------------------- | ----------------------------- | ----------------------------- | --------------------------------------------- |
| 2018 | Vô duyên                           | Tăng Duy Tân                  | NIT, Tăng Duy Tân             |                                               |
| 2018 | Hết duyên (do người kia)           | Tăng Duy Tân                  | NIT, Tăng Duy Tân             |                                               |
| 2018 | Đi về nơi bình yên                 | Tăng Duy Tân                  | NIT, Tăng Duy Tân             |                                               |
| 2020 | Tình đầu                           | Tăng Duy Tân                  | Tăng Duy Tân                  |                                               |
| 2020 | Ngây thơ                           | Tăng Duy Tân                  | Tăng Duy Tân, Phong Max       |                                               |
| 2020 | 05 (Không phai)                    | Tăng Duy Tân                  | Tăng Duy Tân                  |                                               |
| 2020 | Ai đó không phải anh               | Tăng Duy Tân                  | Tăng Duy Tân                  |                                               |
| 2020 | 052 (Không phai hai)               | Tăng Duy Tân                  | Tăng Duy Tân                  |                                               |
| 2021 | Mắt nâu                            | Tăng Duy Tân                  | Tăng Duy Tân                  |                                               |
| 2021 | Dạ vũ                              | Tăng Duy Tân                  | Tăng Duy Tân                  |                                               |
| 2022 | Bên trên tầng lầu                  | Tăng Duy Tân                  | Tăng Duy Tân                  |                                               |
| 2022 | Phải lòng                          | Tăng Duy Tân                  | Tăng Duy Tân                  |                                               |
| 2022 | Cô đơn trên sofa                   | Tăng Duy Tân                  | Hồ Ngọc Hà                    |                                               |
| 2023 | Bật tình yêu lên                   | Tăng Duy Tân, Hieu Bae        | Hòa Minzy, Tăng Duy Tân       |                                               |
| 2023 | Mùa Hè Tuyệt Vời                   | Tăng Duy Tân, Ngô Đài Trăng   | Đức Phúc, Tăng Duy Tân        |                                               |
| 2023 | Cắt đôi nỗi sầu                    | Tăng Duy Tân                  | Tăng Duy Tân                  |                                               |
| 2023 | Say Trong Nụ Cười                  | Tăng Duy Tân                  | Tăng Duy Tân                  |                                               |
| 2023 | Anh Đã Loop Trong Niềm Đau Này     | Tăng Duy Tân                  | Tăng Duy Tân                  | Chung Kết Thần tượng âm nhạc Việt Nam (mùa 8) |
| 2023 | MADE, NOT BORN - Tôi Luyện Nên Tôi | Tăng Duy Tân                  | Vũ Thảo My                    | Bài Hát Chủ Đề Hoa hậu Hoàn vũ Việt Nam 2023  |
| 2024 | Bôn ba (Nước ngoài)                | Tăng Duy Tân, Phan Mạnh Quỳnh | Tăng Duy Tân, Phan Mạnh Quỳnh | WeChoice Awards 2023                          |
| 2024 | Nâng chén tiêu sầu                 | Tăng Duy Tân, Drum7           | Bích Phương                   |                                               |
| 2024 | Tái sinh                           | Tăng Duy Tân                  | Tùng Dương                    |                                               |

## Giải thưởng
| Năm  | Giải thưởng              | Hạng mục                           | Đề cử cho                               | Kết quả   | Ghi chú       |
| ---- | ------------------------ | ---------------------------------- | --------------------------------------- | --------- | ------------- |
| 2022 | Zing MP3 - Best of 2022  | 10 nghệ sĩ xuất sắc nhất năm       | Bản thân                                | Đoạt giải | [ 11 ]        |
| 2023 | Làn Sóng Xanh 2022       | Top 10 ca khúc được yêu thích nhất | "Bên trên tầng lầu"                     | Đoạt giải | [ 8 ]         |
| 2023 | Làn Sóng Xanh 2022       | Gương mặt mới xuất sắc             | Bản thân                                | Đề cử     | [ 8 ]         |
| 2023 | Làn Sóng Xanh 2022       | Bài hát hiện tượng                 | "Bên trên tầng lầu"                     | Đoạt giải | [ 8 ]         |
| 2023 | Giải Mai Vàng lần thứ 28 | Ca khúc được yêu thích nhất        | "Bên trên tầng lầu"                     | Đoạt giải | [ 12 ]        |
| 2023 | Ngôi sao của năm         | Ngôi sao mới                       | Bản thân                                | Đoạt giải | [ 10 ]        |
| 2023 | Giải Cống hiến           | Ca khúc của năm                    | "Bên trên tầng lầu"                     | Đoạt giải | [ 13 ]        |
| 2023 | Giải Cống hiến           | Nghệ sĩ mới của năm                | Bản thân                                | Đề cử     | [ 13 ]        |
| 2024 | Giải Mai Vàng lần thứ 29 | Ca khúc được yêu thích nhất        | "Cắt đôi nỗi sầu"                       | Đoạt giải | [ 14 ]        |
| 2024 | Làn Sóng Xanh 2023       | Top 10 ca khúc được yêu thích nhất | "Cắt đôi nỗi sầu"                       | Đoạt giải | [ 15 ] [ 16 ] |
| 2024 | Làn Sóng Xanh 2023       | Top 10 ca khúc được yêu thích nhất | "Bật tình yêu lên" (cùng với Hòa Minzy) | Đoạt giải | [ 15 ] [ 16 ] |
| 2024 | Làn Sóng Xanh 2023       | Ca khúc của năm                    | "Bật tình yêu lên" (cùng với Hòa Minzy) | Đề cử     | [ 15 ] [ 16 ] |
| 2024 | Làn Sóng Xanh 2023       | Sự kết hợp xuất sắc                | "Bật tình yêu lên" (cùng với Hòa Minzy) | Đề cử     | [ 15 ] [ 16 ] |
| 2024 | Làn Sóng Xanh 2023       | Nam ca sĩ của năm                  | Bản thân                                | Đoạt giải | [ 15 ] [ 16 ] |
| 2024 | Làn Sóng Xanh 2023       | Bài hát hiện tượng                 | "Cắt đôi nỗi sầu"                       | Đoạt giải | [ 15 ] [ 16 ] |